# داسو ميراج الرابعة
داسو ميراج الرابعة (بالإنجليزية: Dassault Mirage IV) كانت قاذفة قنابل استراتيجية وطائرة استطلاع متقدم، أسرع من الصوت فرنسية المنشأ والصنع. الطائرة تدفع بمحركين نفاثين ذوي دفع توربيني. طورتها وصنعتها شركة داسو للطيران، دخلت الطائرة الخدمة في أكتوبر 1964 مع القوات الجوية الفرنسية في وحدة (Forces aériennes stratégiques).
لسنوات عديدة كانت جزءا حيويا من الثالوث النووي في "قوة دي فرابي"، وهي قوة الردع النووي الفرنسي الضاربة. تقاعدت ميراج الرابعة من دور الضاربة النووية في عام 1996، وكان تقاعدها النهائي الكلي من الخدمة الفعلية في عام 2005.
خلال عقد 1960، كانت هناك خطط مبيعات لتصدير ميراج الرابعة؛ وكان أحد الاقتراحات، هو أن تدخل داسو في شراكة مع شركة الطائرات البريطانية لإنتاج مشترك لطائرة بديلة عن ميراج لسلاح الجو الملكي، مع أمكانية تصديرها لعملاء أخرين، ولكن هذا المشروع لم يؤتي ثماره. وفي نهاية المطاف، لم يعتمد شراء ميراج الرابعة من قبل أي جهة أخرى خارجية عدا سلاح الجو الفرنسي.

## تصميم

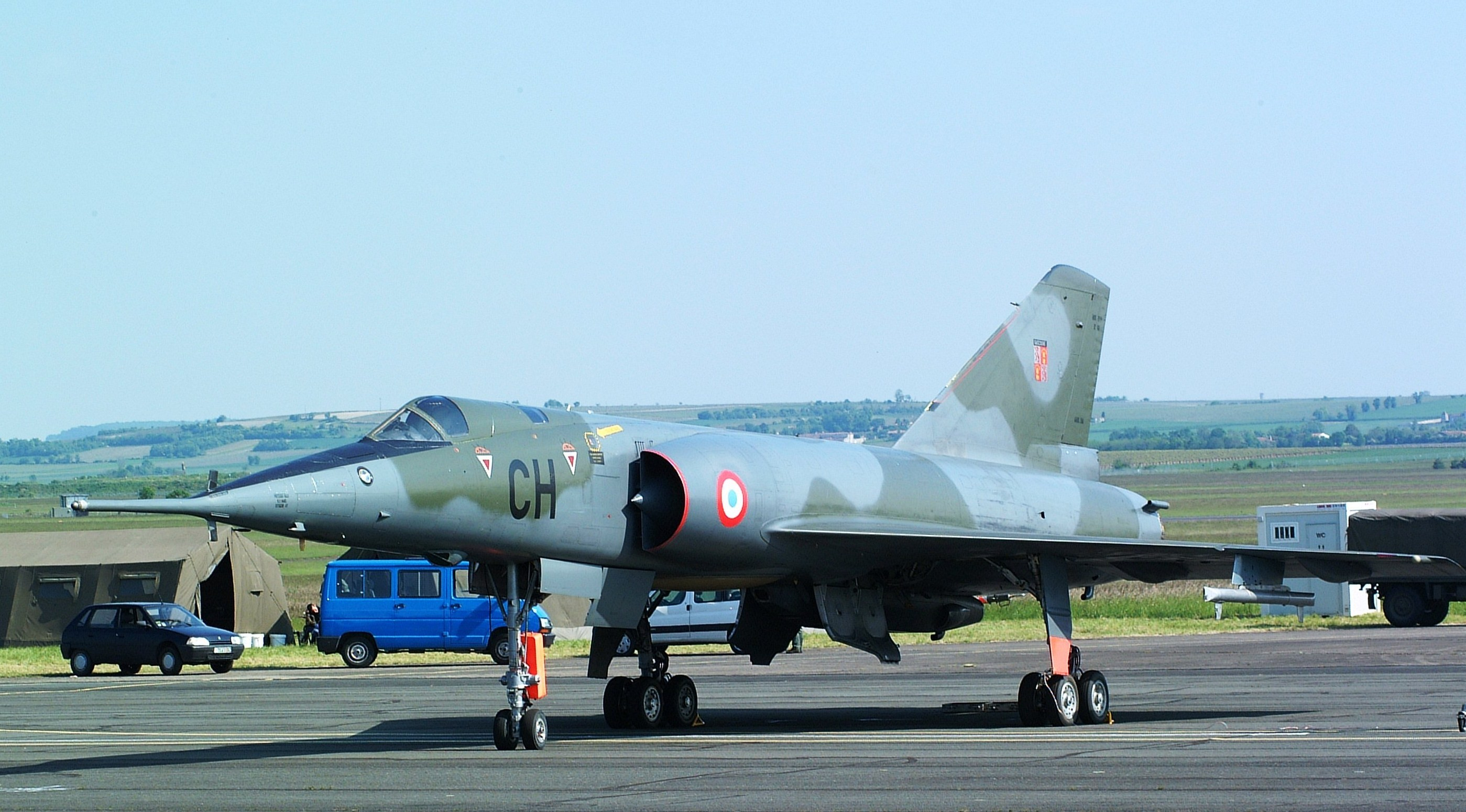
داسو ميراج الرابعة على الأرض، 2004

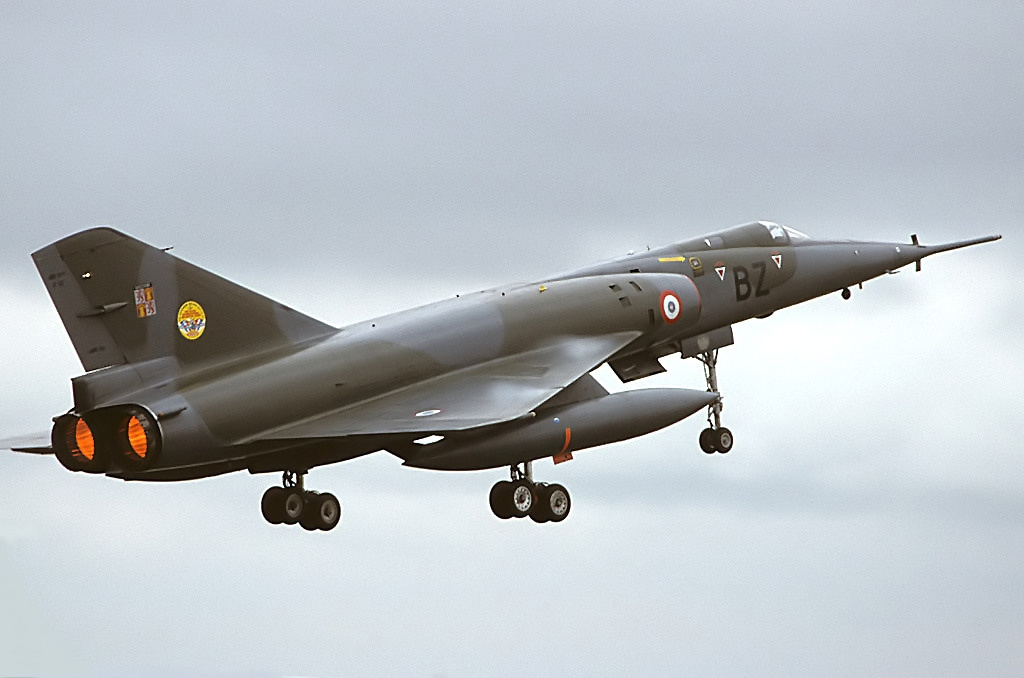
داسو ميراج الرابعة في Royal International Air Tattoo, 2000

### الظهور والعمليات في وقت مبكر

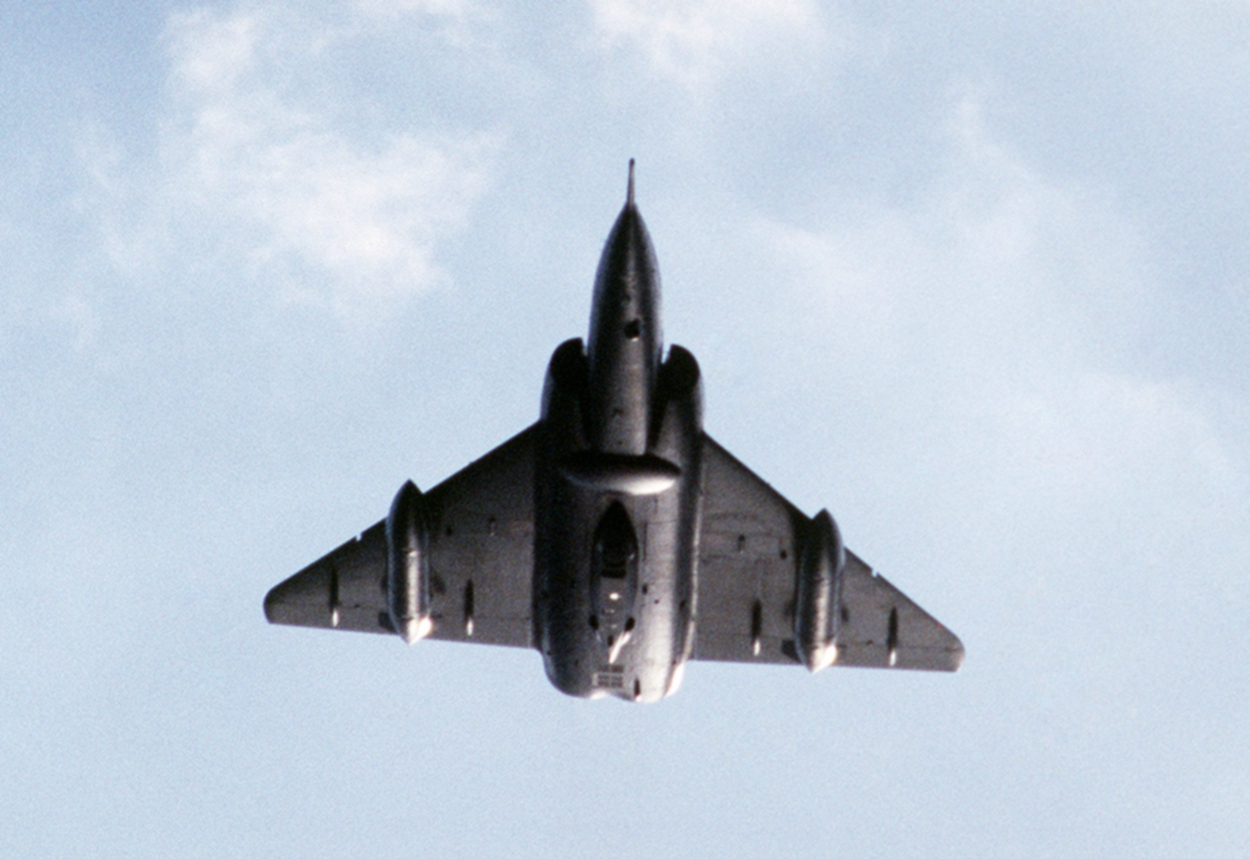
منظر سفلي لميراج الرابعة وهي في الجو، 1986

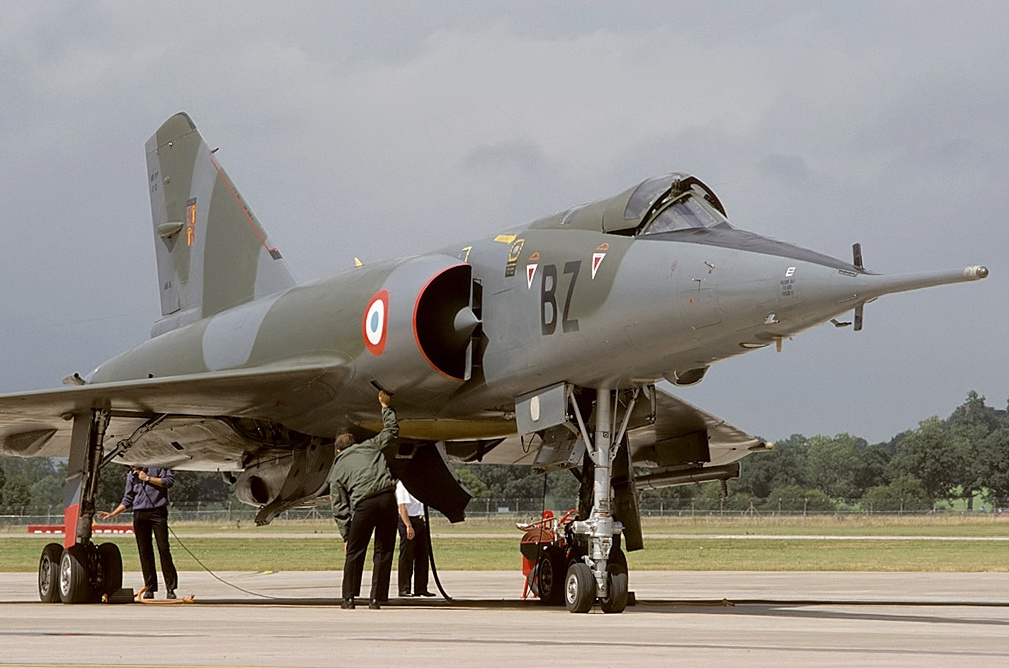
ميراج (IVP) قاعدة فيرفورد، غلوسترشير، إنجلترا، 2003

### الخروج من الخدمة

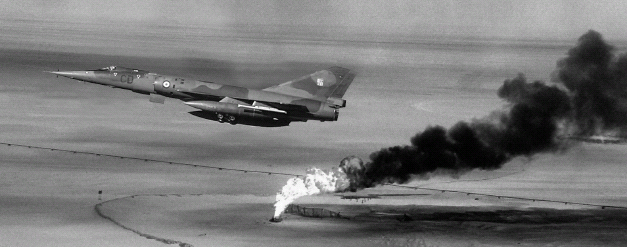
ميراج الرابعة في مهمة استطلاعية فوق حقل نفط مشتعل في عام 1991 بعد حرب الخليج الثانية

## المشغلين
فرنسا
- القوات الجوية الفرنسية

## الطائرات المعروضة
- 16 is on display at St Dizier airfield.
- 43 is on display at Mont-de-Marsan airbase.
- 62 is on display at the متحف الطيران والفضاء at Paris-Le Bourget.[3]

## مواصفات (ميراج IVA)
البيانات من Pénétration Augmentation 
الخصائص العامة
- الطاقم: two: pilot & ملاح/bombardier
- الطول: 23.49 m (77 ft 1 in)
- باع الجناح: 11.85 m (38 ft 10½ in)
- الارتفاع: 5.40 m (17 ft 8½ in)
- مساحة الجناح : 78.00 m² (839.6 ft²)
- الوزن فارغة: 14,500 kg (31,967 lb)
- الوزن محملة: 31,600 kg (69,700 lb)
- وزن الإقلاع الأقصى: 33,475 kg (73,800 lb)
- محرك الطائرة: two × SNECMA Atar 9K-50[5] محرك نفاث عنفيs
  - الدفع (جاف): 49.03 kN (11,023 lbf)  الواحد
  - الدفع مع حارق لاحق: 70.61 kN (15,873 lbf) الواحد

الأداء
- السرعة القصوى: Mach 2.2 (2,340 km/h, 1,264 knots, 1,454 mph) at 13,125 m (40,000 ft)
- المدى القتالي: 1,240 km (670 ميل بحري, 775 mi)
- المدى: 4,000 km (2,160 nm, 2,484 mi)
- سقف الخدمة: 20,000 m (65,600 ft)
- Climb to 11,000 m (36,100 ft): 4 min 15 sec

الكترونيات الطيران

- طومسون-سي إس إف navigation radar
- Doppler navigation

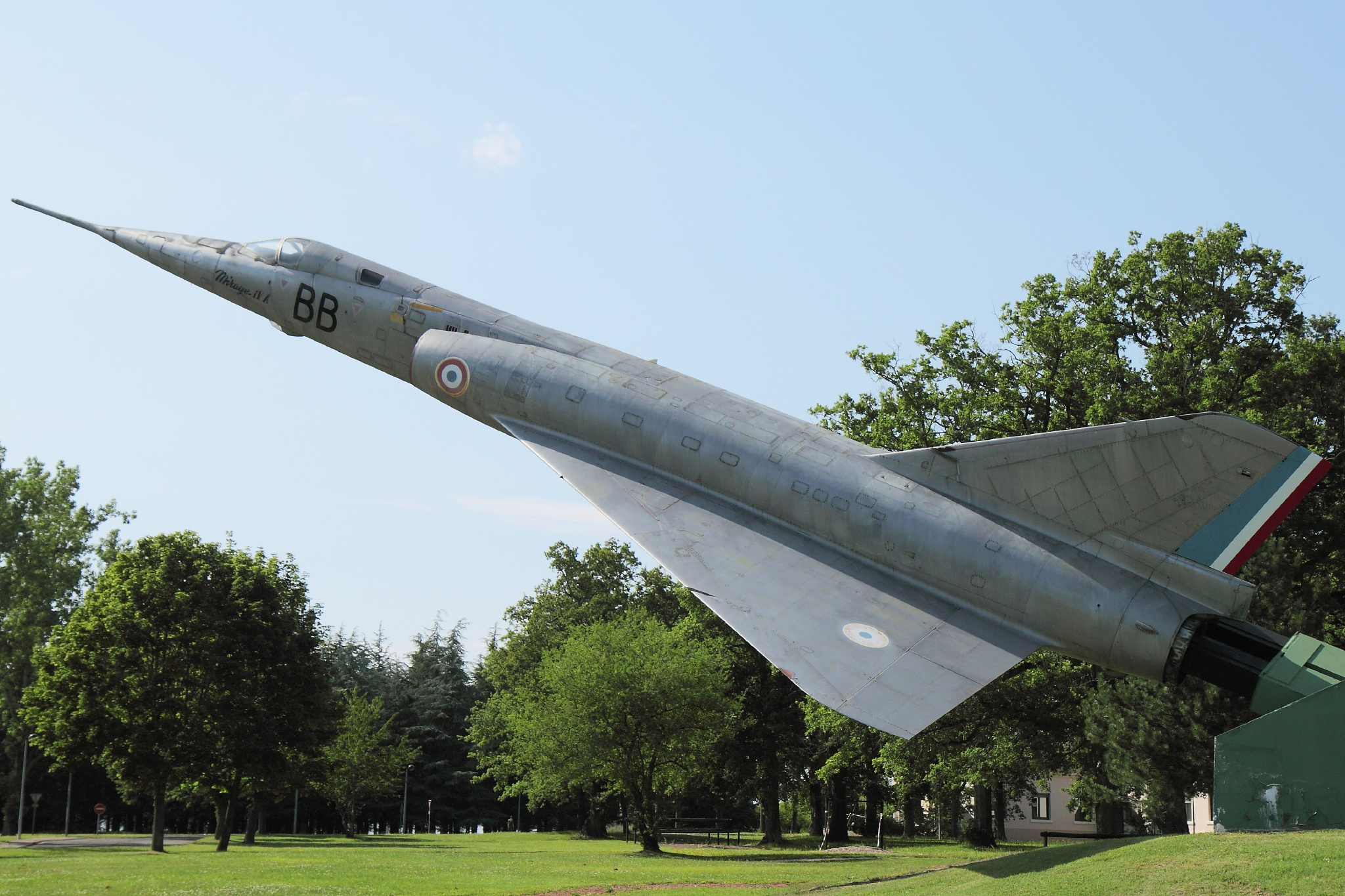
ميراج (IVP) مثبتة على منصة عرض

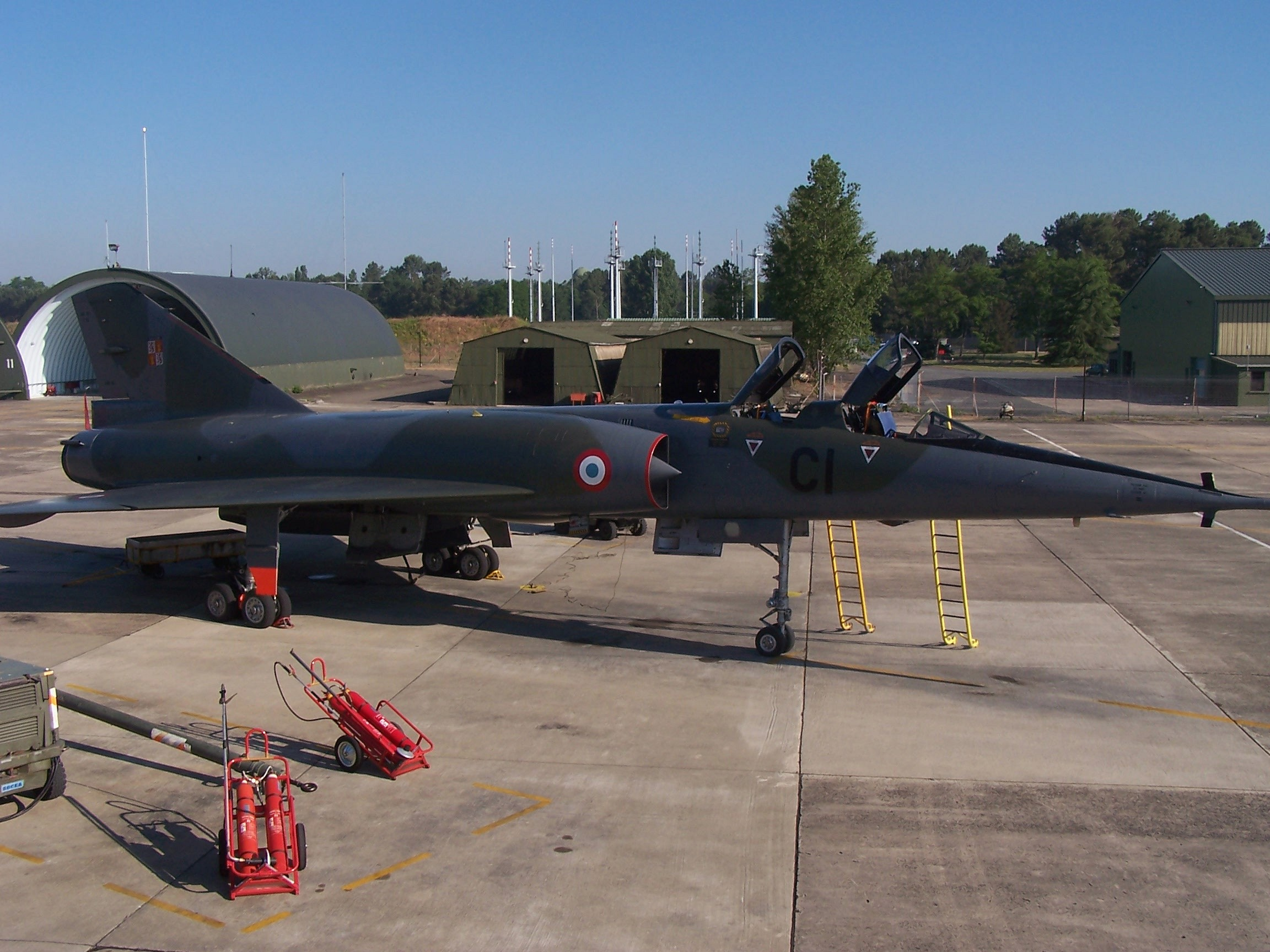
A French Mirage IVP of escadron de bombardement 1/91 Gascogne on tarmac

- CT-52 sensor pod for strategic استطلاع (عسكرية)

### استشهادات
1. 1 2  مذكور في: Jane's World Aircraft Recognition Handbook, Fourth Edition. الصفحة: 193. الناشر: خدمات جاينز المعلوماتية. لغة العمل أو لغة الاسم: الإنجليزية. تاريخ النشر: 1989. المُؤَلِّف: ديريك وود.
2. ↑  Sokolski 2004, p. 95.
3. ↑  "Aviation Militaire: Dassault Mirage IV." ', . نسخة محفوظة 12 أغسطس 2015 على موقع واي باك مشين.
4. ↑  Jackson 1987, p.166.
5. ↑  Donald and Lake 1994, p.127.

### قائمة المراجع
- Donald, David and John Lake. Encyclopedia of World Military Aircraft. London:Aerospace Publishing, 1994. ISBN 1-874023-95-6.
- Gunston, Bill. Bombers of the West. New York: Charles Scribner's and Sons; 1973. ISBN 0-7110-0456-0.
- Gunston, Bill and Peter Gilchrist. Jet Bombers: From the Messerschmitt Me 262 to the Stealth B-2. Osprey, 1993. ISBN 1-85532-258-7.
- Jackson, Paul. Modern Combat Aircraft 23: Mirage. Shepperton, UK: Ian Allen, 1985. ISBN 0-7110-1512-0.
- Jackson, Paul. "Pénétration Augumentation". الجو الدولية, April 1987, Vol. 32 No. 4. pp. 163–171. ISSN 0306-5634.
- Lake, Jon. The Great Book of Bombers: The World's Most Important Bombers from World War I to the Present Day. Zenith Imprint, 2002. ISBN 0-7603-1347-4.
- Michell, Simon. Jane's Civil and Military Upgrades 1994-95. Coulsdon, UK: Jane's Information Group, 1994. ISBN 0-7106-1208-7.
- Sokolski, Henry D. Getting MAD: Nuclear Mutual Assured Destruction, Its Origins and Practice. DIANE Publishing, November 2004. ISBN 1-4289-1033-6.
- Spencer, Tucker. The Encyclopedia of Middle East Wars [5 Volumes]: The United States in the Persian Gulf, Afghanistan, and Iraq Conflicts. ABC-CLIO, 2010. ISBN 1-8510-9947-6.
- "Tangible Mirages: The Most Successful Family of European Aeroplanes." Flight International, 4 January 1962. pp. 18–21.
- Wagner, Paul J. "Air Force Tac Recce Aircraft: NATO and Non-aligned Western European Air Force Tactical Reconnaissance Aircraft of the Cold War (1949-1989)." Dorrance Publishing, 2009. ISBN 1-4349-9458-9.

## وصلات خارجية
- Mirage IV information and photos by Yves Fauconnier (French)
- Mirage IV data from former Forces Aériennes Stratégiques website (French)
- AirForceWorld.com Mirage IV bomber page نسخة محفوظة 7 يوليو 2011 على موقع واي باك مشين. (English)